# Erwin Hölzerkopf
Erwin Philipp Carl Hölzerkopf (* 2. November 1873 in Usingen; † 30. August 1949 in Neukirchen) war ein deutscher Politiker.

## Leben
Als Sohn eines Oberlehrers und Professors geboren, studierte Hölzerkopf nach dem Besuch des Marburger Gymnasiums Rechtswissenschaften in Marburg und Berlin. Während seines Studiums wurde er 1893 Mitglied der Burschenschaft Arminia Marburg. Nach seinen Examen arbeitete er 1902 bis 1903 bei der Stadtverwaltung in Marburg und war beim Oberlandesgericht Kassel als Gerichtsvorsteher tätig. Er wurde Beigeordneter in Iserlohn, wo er ab 1905 als Erster Bürgermeister wirkte. 1906 wählte ihn die Stadtverordnetenversammlung von Marburg zum Oberbürgermeister, Hölzerkopf lehnte die Wahl jedoch ab. Von 1911 bis 1919 war er für die Nationalliberale Partei Mitglied des Provinziallandtags der Provinz Westfalen. Ab 1922 war er in Neukirchen als Rechtsanwalt und Notar tätig.